# Pangrapta marmorata
Pangrapta marmorata là một loài bướm đêm trong họ Erebidae.